# Frank Fucarino
Frank A. Fucarino (Nueva York, 24 de julio de 1920-3 de abril de 2012) fue un jugador de baloncesto estadounidense que disputó una temporada en la BAA y otra más en la ABL. Con 1,88 metros de estatura, jugaba en la posición de alero.

## Trayectoria deportiva

### Universidad
Jugó durante 3 temporadas con los Blackbirds de la Universidad de Long Island, entre 1940 y 1943.

### Profesional
En 1946 fichó por los Toronto Huskies en la primera temporada de la liga BAA, precursora de la NBA, donde jugó una temporada en la que promedió 5,0 puntos por partido. Finalizó la temporada con los Elizabeth Braves de la ABL, con los que únicamente disputó un partido, en el que anotó un punto.

#### Estadísticas en la BAA

##### Temporada regular
| Temporada | Edad | Equipo          | Liga | Pos. | P  | TIT | MIN | TC  | TCA | %TC  | 3P | 3PA | %3P | TL  | TLA | %TL  | R.OF. | R.DEF. | REB | ASIS | ROB | TAP | PER | FP  | PTS |
| 1946-47   | 26   | Toronto Huskies | BAA  |      | 28 |     |     | 1.9 | 7.1 | .268 |    |     |     | 1.2 | 2.1 | .567 |       |        |     | 0.3  |     |     |     | 1.4 | 5.0 |
| Total     |      |                 | BAA  |      | 28 |     |     | 1.9 | 7.1 | .268 |    |     |     | 1.2 | 2.1 | .567 |       |        |     | 0.3  |     |     |     | 1.4 | 5.0 |